# Nikolai Konstantinowitsch Baibakow

Familiengrab der Baibakows auf dem Nowodewitschi-Friedhof in Moskau

Nikolai Konstantinowitsch Baibakow (russisch Николай Константинович Байбаков; * 22. Februarjul. / 7. März 1911greg. in Sabuntschi, Aserbaidschan; † 31. März 2008 in Moskau) war ein sowjetischer Politiker und für viele Jahre Vorsitzender von Gosplan, dem Staatskomitee für Planung der UdSSR.

## Leben
Baibakow studierte 1932 am Ökonomischen Institut von Aserbaidschan. Er war von 1952 bis 1961 sowie von 1966 bis 1986 Mitglied des Zentralkomitees der KPdSU. 1953 wurde er Minister für die Erdölindustrie im Kabinett von Georgi Malenkow. Von 1963 bis 1965 war er Minister für die Chemie.
Baibakow war von 1955 bis 1958 und dann wieder von 1965 bis 1985 – also 24 Jahre lang – Vorsitzender des Staatskomitees für Planung der Sowjetunion (Gosplan). Die Hauptaufgaben dieses Komitees für die Wirtschaftsplanung lagen in der Schaffung des Fünfjahresplanes der UdSSR.
Als Vorsitzender von Gosplan war Baibakow ab 1957 Stellvertretender Vorsitzender des Ministerrats der Russischen SFSR und in den Kabinetten von Alexei Kossygin und von Nikolai Tichonow in der Zeit von 1965 bis 1985 auch Stellvertretender Vorsitzender des Ministerrats der UdSSR. Sein Vorgänger als Gosplan-Chef war Maxim Saburow und sein Nachfolger Nikolai Talysin.
Ehrungen
Baibakow erhielt die Orden Held der sozialistischen Arbeit, Verdienstorden für das Vaterland, Leninorden (6-mal), Orden der Oktoberrevolution, Orden des Roten Banners der Arbeit (2-mal) und 1963 den Leninpreis.
Familie
Baibakow war verheiratet mit N.K. Baibakowa.